# Zapasowy Pułk Artylerii Przeciwlotniczej SS
Zapasowy Pułk Artylerii Przeciwlotniczej SS (niem. SS-Flak-Ersatz-Regiment) - powstał 1 stycznia 1943 z rozwinięcia Zapasowego Dywizjonu Artylerii Plot. SS (SS-Flak-Ersatz-Abteilung), który powstał w 1941 w Niemczech, w miejscowości Unna.
W skład SS-Flak. E. Abt. wchodził:
- I. Abteilung (działa kal. 8,8 cm)
- II. Abteilung (działka kal. 3,7 i 2 cm)

SS-Flak. E. Rgt. został przemianowany na Szkolno-zapasowy Pułk Artylerii Plot. SS (SS-Flak-Ausbildungs- und Ersatz-Regiment) 1 maja 1943 i przeniesiony do Monachium (München-Riem). Tam przemianowany na Abteilung z. b. V. w 1945 i podzielony na SS-Flak-Ausbildungs- und Ersatz-Abteilung 1 und 2. 
Dowódcą jednostki był SS Brigadeführer and Generalmajor der Waffen SS Karl Burk, który dowodził SS Flak-Ersatz-Abt od 1 sierpnia 1942 do 1 stycznia 1943 by następnie pieczałować stanowisko dowódcy SS Flak-Ersatz-Regiment do 15.7.1943. 
Pułk zaopatrywał obronę plot. (Flak) nad zaporą Eder podczas słynnego rajdu dokonanego przez 617 Dywizjon Bombowy RAF (RAF 617 Squadron "Dambusters") w nocy z 16/17 maja 1943.